# Embalse de Darnius Boadella
El embalse de Darnius Boadella es una infraestructura hidroeléctrica española construida sobre el río Muga. 
La presa se encuentra en el municipio de Darnius y el embalse se extiende por los términos de San Lorenzo de la Muga, Terradas y Massanet de Cabrenys, en la comarca del Alto Ampurdán, provincia de Gerona, Cataluña. 
Fue inaugurado en 1969. Tiene 63 m de altura y 250 m de ancho en coronación, una capacidad de 60 hm³ y una superficie de 363 ha.

## Topónimo
Su nombre oficial fue pantano de Boadella hasta que la comisión de toponimia de la Generalidad de Cataluña decidió cambiarlo, el 9 de enero de 2014, por pantano —o embalse— de Darnius Boadella, dando la razón a la petición del ayuntamiento de Darnius. Esta resolución fue aprobada definitivamente el 10 de febrero de 2015.
La mayor parte de su superficie, 240 de las 360 hectáreas, se incluye dentro del término municipal de Darnius. El resto afecta a los términos de San Lorenzo de la Muga, Terradas y Massanet de Cabrenys. No se incluye en su extensión el término de Buadella, aunque se le dio el nombre de este municipio porque había sido el lugar inicial decidido para la presa, que luego se construyó más arriba.

## Funciones
El objetivo de la presa es garantizar el abastecimiento de agua para usos agrarios y urbanos de la comarca, prevenir los efectos de avenidas ocasionadas por el río Muga (conocidas como mugadas) y producir energía hidroeléctrica. También recibe las aguas del río Arnera.
Entre los núcleos que abastece de agua se encuentran Figueras y las principales poblaciones de la Zona Norte del Consorcio de la Costa Brava: Cadaqués, Llansá, Rosas, Ampuriabrava, Pau, Palau Sabardera, Vilajuiga y Garriguella. Riega unas 4200 hectáreas, de las cuales 2800 se encuentran a la izquierda y 1400 a la derecha del río Muga.
En el embalse se permite la navegación a vela, remo y motor a menos de 16 nudos.
En mayo de 2015 se realizan una serie de mejoras en la presa relacionadas con el sistema eléctrico, los caudalímetros ultrasónicos que regulan y controlan el agua destinada al abastecimiento de Figueras y el motor eléctrico de los órganos de desguace y emergencia.